# Huis Hellemans

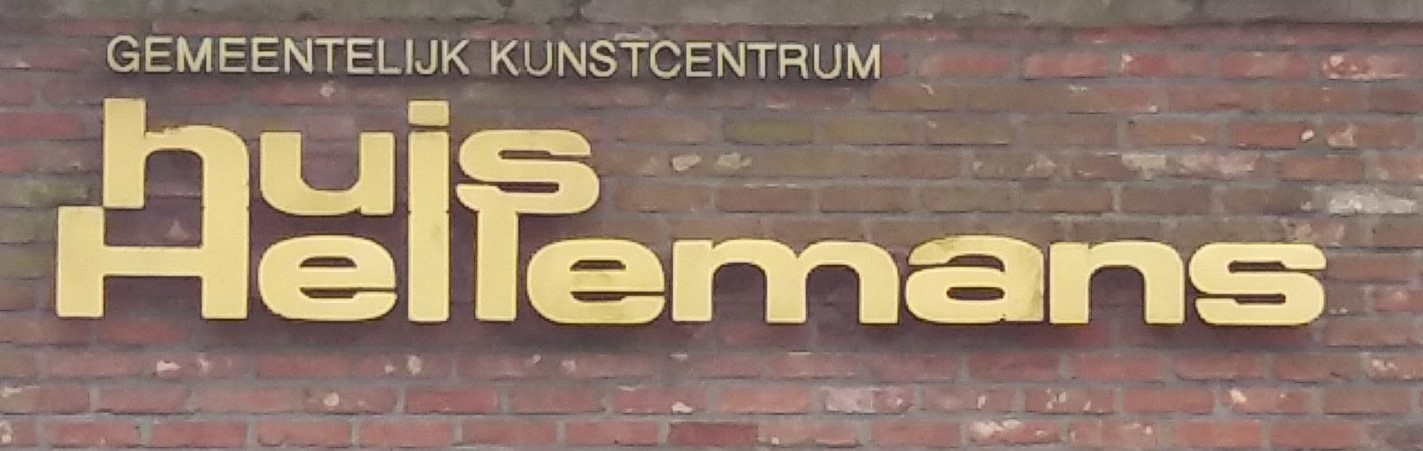
Naam op de gevel

Huis Hellemans is een gemeentelijk kunstcentrum, gelegen in Edegem. Het centrum geeft (lokale) kunstenaars de kans om hun werken aan het publiek te tonen.

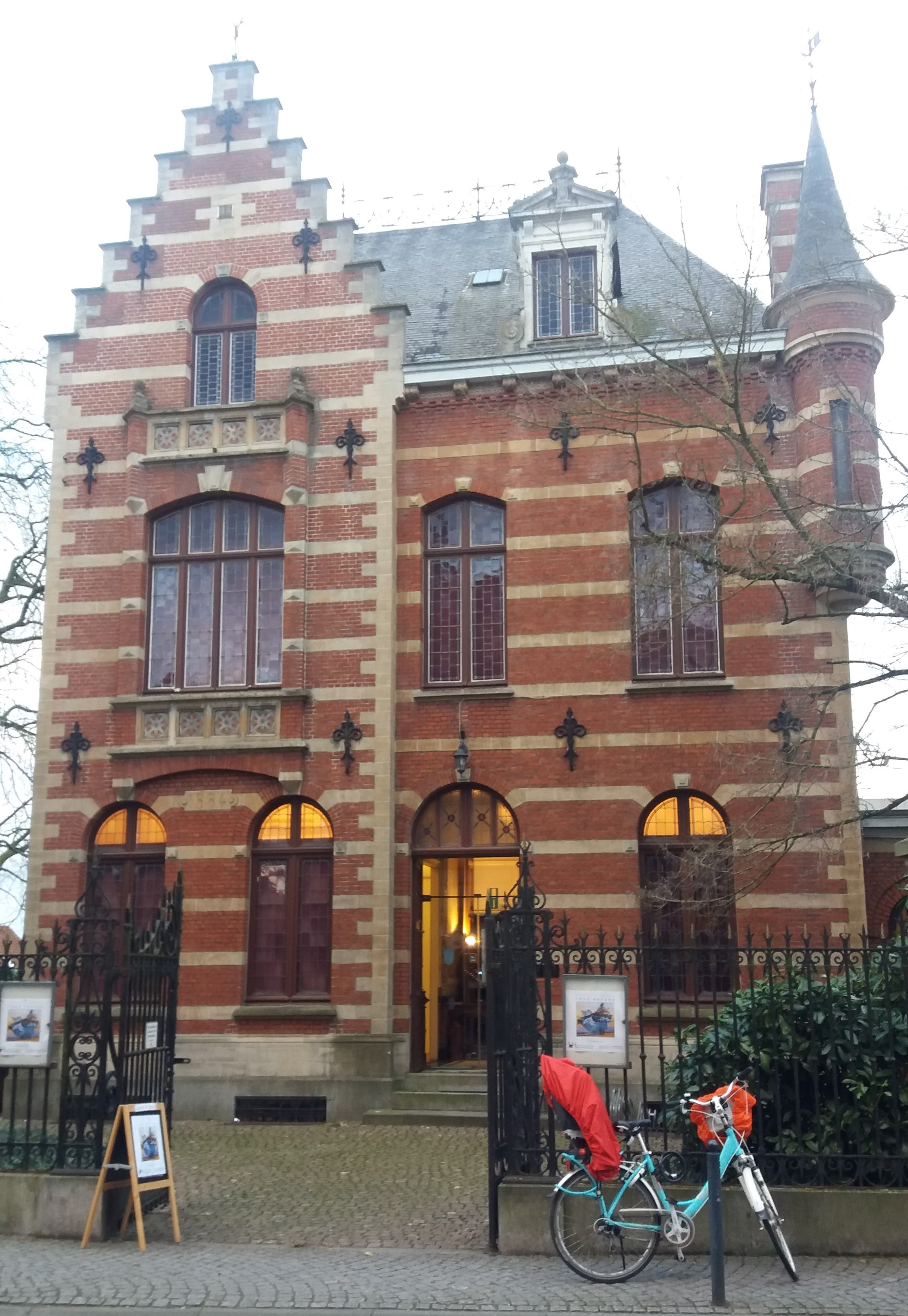
Huis Hellemans - vooraanzicht

## Geschiedenis
In 1884 werd het huis gebouwd door Jan Verbert, meester-metser en aannemer van openbare werken. Het gebouw is opgetrokken in Vlaamse neorenaissancestijl. Hij bewoonde het huis samen met zijn zus Petronella tot zijn dood in 1891. Mr. Verbert was burgemeester van Edegem. Hij wordt gezien als de urbanisator van Edegem. Onder zijn leiding werden grachten gedempt en rooilijnen vastgelegd. Hij liet straten verbreden en van voetpaden en kasseien voorzien. Het huis bleef in de familie tot 1916.
Van 1919 tot 1924 woonde de familie Van Wetter-Baeckelmans in het huis. Daarna werd het huis bewoond door de familie Hellemans-Beirens en kreeg de straat haar huidige naam. Josephus Hellemans was eerste schepen na de verkiezingen van 1927. Na zijn overlijden in 1974 werd het huis aangekocht door de gemeente Edegem.
Na de verbouwings- en verbeteringswerken van 1976-1977 werd het huis omgedoopt tot Gemeentelijk Kunstcentrum. De eerste tentoonstelling werd geopend in januari 1978.(Gemeente Edegem, 2015) 
Vanaf april 2021 zal het gemeentebestuur er geen tentoonstellingen meer organiseren.

## Werking
Huis Hellemans is geen typisch museum, het heeft geen vaste collectie maar organiseert elk jaar een tiental tentoonstellingen.
Bij de samenstelling van de kalender wordt rekening gehouden met kwaliteit, originaliteit en afwisseling tussen kunstvormen. De kunstwerken worden getoond in zes kamers van het huis. In de tuin zijn beeldhouwwerken te zien.